# Tammerfors järnvägsstation
Tammerfors järnvägsstation (finska: Tampereen rautatieasema) är en järnvägsstation i Tammerfors, Birkaland. Stationen är en järnvägsknut för Riihimäki–Tammerfors-banan, Tammerfors–Haapamäki-banan, Tammerfors–Seinäjoki-banan och Tammerfors–Björneborg-banan.
Öppningen av stationen skedde år 1876 och samma år byggdes den första stationsbyggnaden i trä, men den revs under 1930-talet. Den nuvarande stationsbyggnaden stod färdig 1936. Byggnaden representerar funktionalismen. Stationen ligger vid östra änden av Tammerfors huvudgata Tavastgatan. 

## Bilder

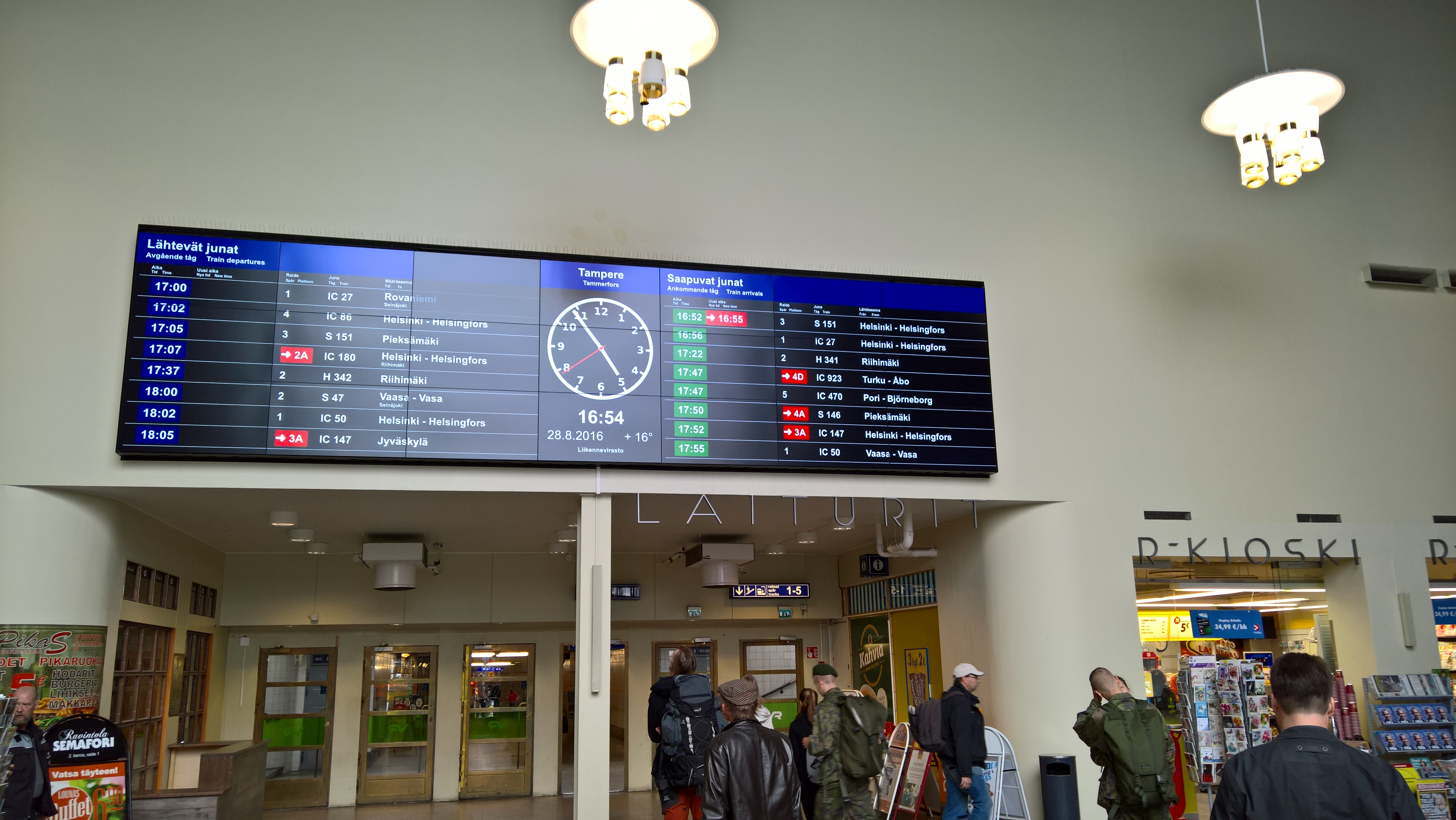
Infotavlan inne i stationshallen
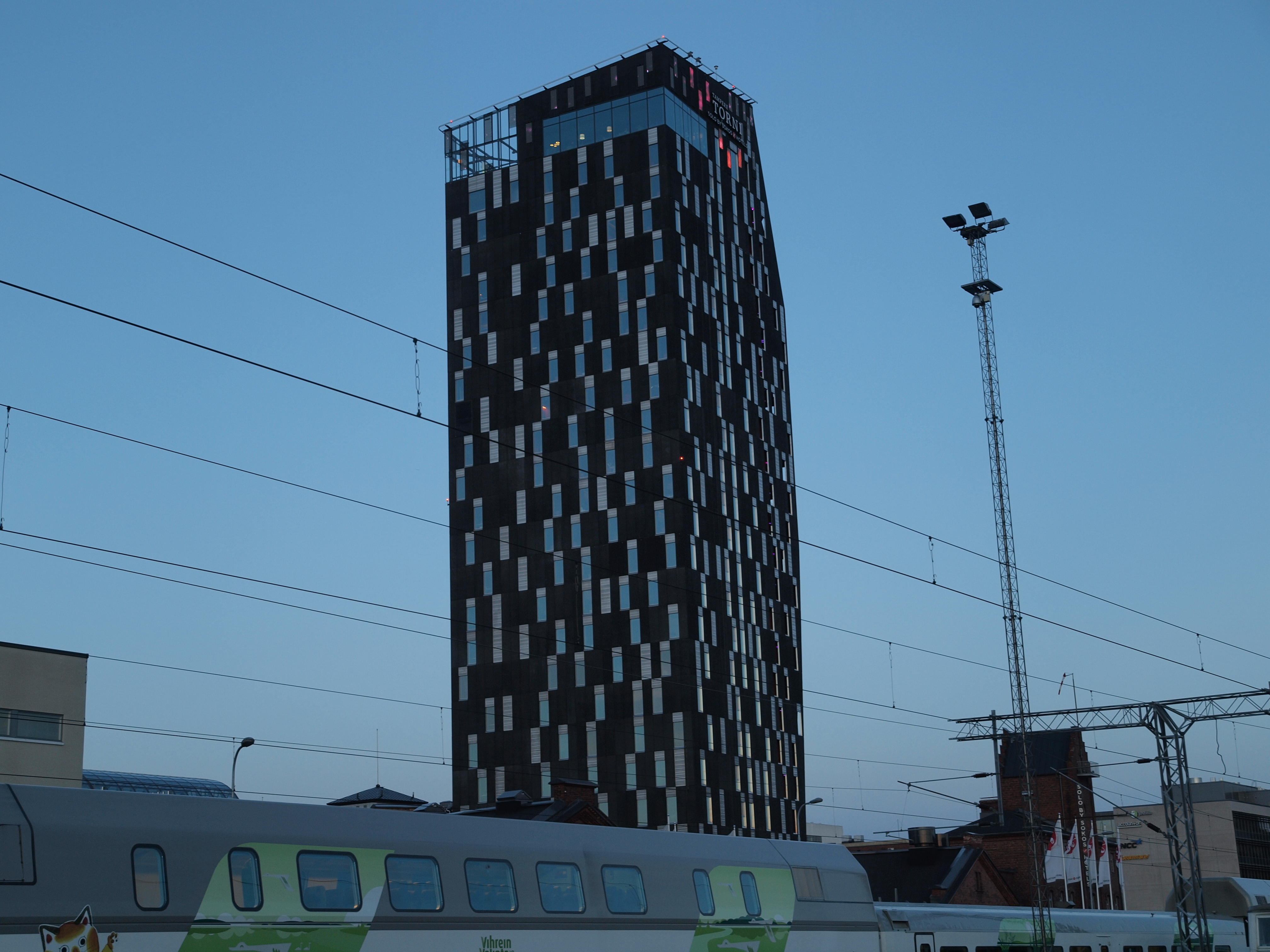
Sokos Hotel Torni, ett hotell som ligger precis bredvid banorna.
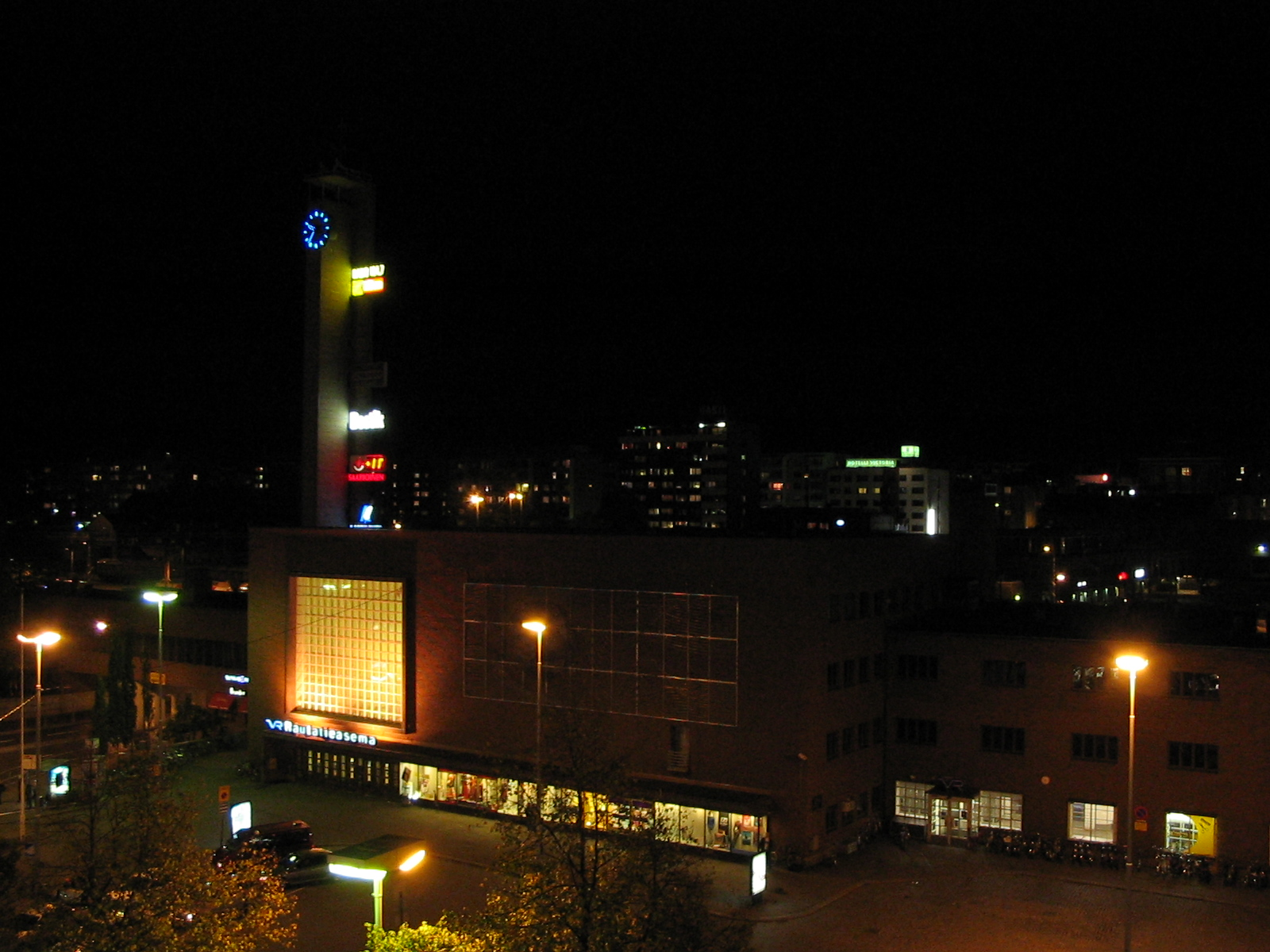
Utsidan av stationen nattetid, fotat från Scandic Tampere City.
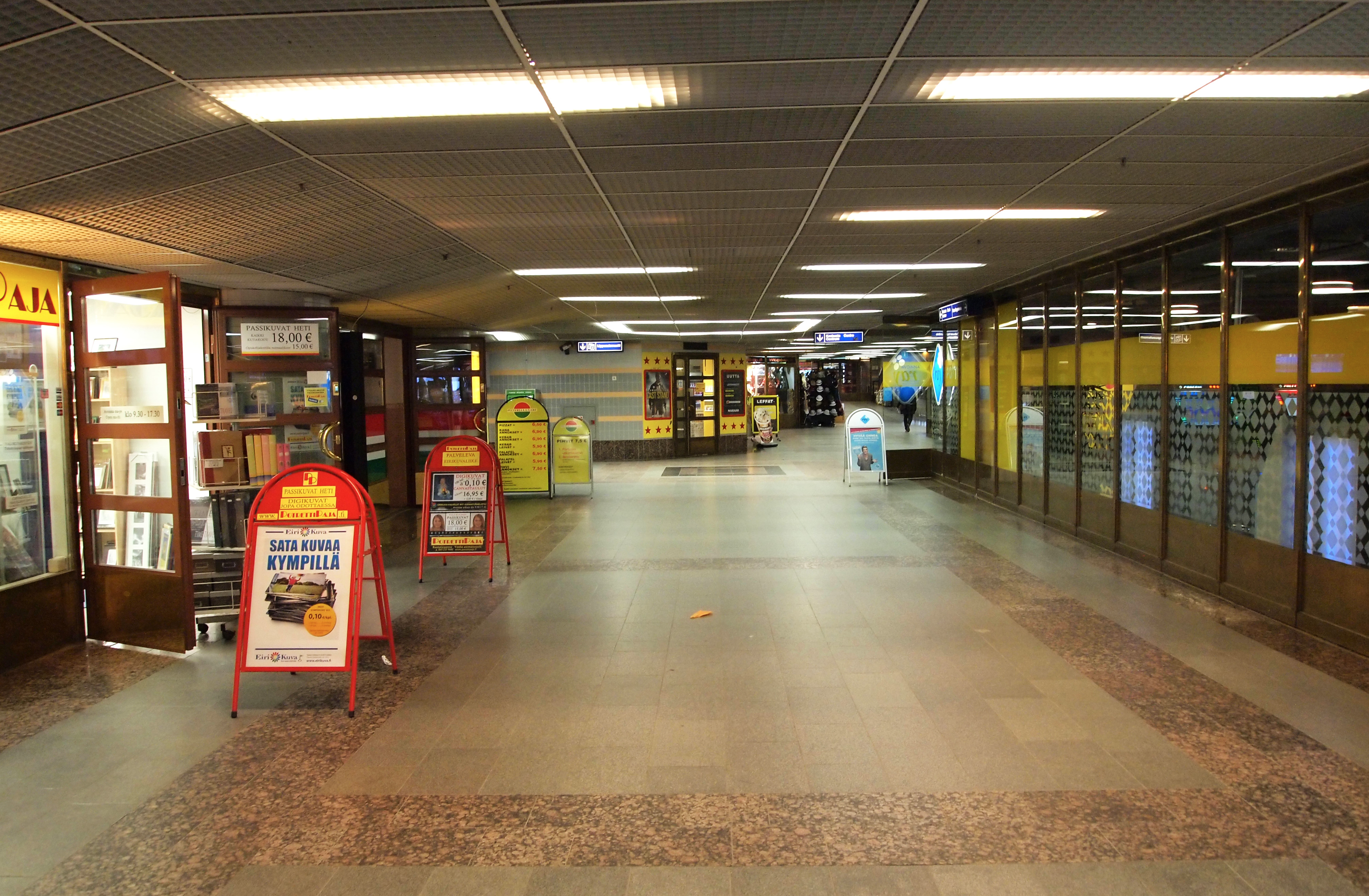
Stationstunnel.